# Gerda Christian
Gerda (Dara) Christian, geboren als Gerda Daranowski, (Berlijn, 13 december 1913 - Düsseldorf, 14 april 1997) was een van Adolf Hitlers privésecretaresses tijdens de Tweede Wereldoorlog.

## Biografie
Ze begon voor Hitler te werken in 1937, nadat zijn secretaresses Johanna Wolf en Christa Schroeder geklaagd hadden over de werkdruk. Ze vroegen om assistentie, maar naar verluidt aarzelde Hitler. Hij wilde geen nieuw gezicht zien in zijn naaste omgeving. Hij gaf uiteindelijk toe en nam Gerda Daranowski aan.
Gerda heeft gewerkt voor Elizabeth Arden voordat ze voor Hitler is gaan werken. Ze is verloofd geweest met Hitlers chauffeur Erich Kempka en later trouwde ze met de Duitse luchtmachtofficier Eckhard Christian. Gerda nam toen een pauze in haar dienst voor Hitler en haar werk werd overgenomen door Traudl Junge.
Ergens rond het midden van 1943 keerde Gerda Christian terug naar Hitlers staf als een van zijn privésecretaresses. Eckhard werd bevorderd tot Generalmajor Chef des Luftwaffenführungsstabes op Hitlers verzoek op 1 september 1944. In april 1945 werd Eckhard gestationeerd in de Führerbunker te Berlijn. Hij verliet dit complex op 22 april 1945 om Chef van de verbindingsstaf te worden van de Luftwaffe met de OKW commandostaf noord. Gerda en Traudl Junge zijn beide vrijwillig bij Hitler gebleven in de Führerbunker. Tijdens hun verblijf in het complex zorgden ze ook voor de kinderen van Joseph Goebbels. Na de oorlog deelde Gerda mee dat Hitler tijdens zijn laatste dagen in Berlijn uitlegde dat zijn lichaam niet in handen van de Sovjets mocht vallen. Hij zou zichzelf doodschieten, terwijl Eva Braun zei dat ze een cyanidepil zou nemen. Tijdens een van deze tafelgesprekken gaf Hitler Gerda een cyanide-ampul voor gebruik.
Na Hitlers dood probeerde Gerda uit Berlijn te ontsnappen op 1 mei 1945. Ze maakte deel uit van een "uitbraakgroep," geleid door Brigadeführer Wilhelm Mohnke, waar ook de secretaresses Else Krüger en Traudl Junge deel van uitmaakten. De groep werd gevangengenomen door de Sovjets in de ochtend van 2 mei.
In 1946 scheidde ze van Eckhard Christian omdat hij niet bij haar in de Führerbunker bleef, tot na de dood van Hitler. Gerda verhuisde naar Düsseldorf, waar ze werkte in het Hotel Eden. Ze was een vriend van Werner Naumann, een voormalig Staatssecretaris in het propagandaministerie van het Derde Rijk en een leider van een naoorlogse neonazi-groep. Ze stierf aan kanker in Düsseldorf in 1997 en is 83 jaar geworden.